# Peraxilla
Peraxilla é um género botânico pertencente à família Loranthaceae.
1. ↑  «Peraxilla — World Flora Online». www.worldfloraonline.org. Consultado em 19 de agosto de 2020
2. ↑  «Peraxilla — The Plant List». www.theplantlist.org (em inglês). Consultado em 28 de abril de 2018